# Aufstieg und Niedergang der römischen Welt
Aufstieg und Niedergang der römischen Welt (afkorting: ANRW) is een zeer omvangrijke status quaestionis van de studie van de Romeinse wereld.

## Geschiedenis van het werk
De serie begon oorspronkelijk in 1972 als Festschrift, een wetenschappelijke feestbundel ter ere van de 75ste verjaardig van de oud-historicus Joseph Vogt. Desalniettemin wordt het werk in de loop der tijd een verzamelwerk van encyclopedische omvang. Het werk wordt heruitgegeven door Hildegard Temporini (deel I & II) en Wolfgang Haase (deel II). DE ANRW verschijnt bij de Berlijnse uitgever Walter de Gruyter.

## Inhoud
De ANRW is ondertussen uitgegroeid tot een internationaal samenwerkingsverband binnen de historische wetenschappen. Haar doel is om alle belangrijke aspecten van de Romeinse leven te behandelen, evenals haar voort- en nawerking in de middeleeuwen en nieuwe tijd volgens de huidige stand van het onderzoek in enkele bijdragen binnen het werk. De receptiegeschiedenis en het effect van de Romeinse oudheid tot op de dag van vandaag zijn een belangrijk deel van het werk. Nochtans worden bijna alle thema's rond de Romeinse oudheid, samen met de vele hulpwetenschappen van de oude geschiedenis besproken: politieke geschiedenis, cultuurgeschiedenis, recht, religies, talen en literatuur, filosofie, wetenschap, technologie en kunst.